# Зименков, Алексей Павлович
Алексе́й Па́влович Зименко́в (р. 12 февраля 1947) — советский и российский литературовед, общественный деятель, краевед, педагог. Специалист по творчеству Владимира Маяковского.

## Биография
Алексей Зименков родился 12 февраля 1947 года.
Старший научный сотрудник отдела новейшей русской литературы и литературы русского зарубежья Института мировой литературы имени А. М. Горького РАН.
Заведующий редакционно-издательским отделом Государственного музея В. В. Маяковского, член учёного совета музея. В 2007 году получил грант Президента Российской Федерации на создание каталога «Русская футуристическая книга из коллекции Государственного музея В. В. Маяковского».
В 1980 году возглавил Литературное объединение имени Ф. Шкулева (территориально относится к Ленинскому муниципальному району Московской области), которое до него в течение 26 лет с момента создания в 1954 году возглавлял поэт Альберт Федулов. В 2009 году создал при ЛИТО совместно с межпоселенческой библиотекой Ленинского муниципального района молодёжную литературную секцию «Акцент».
С 1998 года руководит детской литературной мастерской «Слово», созданной совместно с Видновской гимназией.

## Участие в творческих и общественных организациях
- Член правления Московской областной организации Союза писателей России[6]
- Член правления Московского Литфонда[4]
- Член конкурсной комиссии Московской областной литературной премии имени М. М. Пришвина[7]
- Член Общественной палаты Ленинского муниципального района Московской области[8]
- Член Союза краеведов России[4]
- Председатель Общества краеведов Ленинского района Московской области[9]

## Награды и премии
- Знак главы городского поселения Видное «За заслуги»[9]
- Почетный знак Российского книжного союза (2012)[4]